# Старцев Валентин Пантелійович
Валенти́н Пантелі́йович Ста́рцев (21 березня 1951) — радянський футболіст, півзахисник та нападник, радянський та український тренер.

## Ігрова кар'єра
Розпочав свою ігрову кар'єру в свердловському клубові «Шахтар», також виступав у клубі «СКА Одеса», більшу частину свого футбольного життя присвятив херсонському «Кристалові».

За херсонський клуб провів близько 200 матчів, за які забив 52 голи (обіймає другу позицію в спискові бомбардирів за всю історію команди).
Статистика гравця
| Сезон | Клуб                 | Матчі | Голи |
| ----- | -------------------- | ----- | ---- |
| 1969  | Шахтар (Свердловськ) | ?     | ?    |
| 1970  | Локомотив (Херсон)   | ?     | 5    |
| 1971  | СКА Одеса            | 48    | 4    |
| 1973  | Кристал (Херсон)     | ?     | 1    |
| 1978  | Кристал (Херсон)     | 42    | 13   |
| 1979  | Кристал (Херсон)     | 28    | 12   |
| 1980  | Кристал (Херсон)     | 31    | 7    |
| 1981  | Кристал (Херсон)     | 41    | 8    |
| 1982  | Кристал (Херсон)     | 33    | 6    |

## Тренерська кар'єра
В період між 1989 та травнем 1991 років входив до тренерського штабу херсонського «Кристалу», після травня 1991 року на нетривалий період очолив команду як головний тренер.